# Alingsås lasarett
Alingsås lasarett är ett närsjukhus och länsdelssjukhus för invånarna i Alingsås, Lerum, Vårgårda och Herrljunga.
Lasarettet är ett akutsjukhus och bedriver både öppenvård och slutenvård inom medicin, kirurgi och ortopedi med 100 vårdplatser och 600 anställda.
Den första lasarettsbyggnaden på platsen (nu riven) byggdes 1910.